# Pöls-Oberkurzheim
Pöls-Oberkurzheim ist eine Marktgemeinde im Bezirk Murtal in der Steiermark.

## Geografie

### Lage
Das Gemeindegebiet umfasst das untere Pölstal von Zeiring bis zum Pölshals und die nördlich und südlich davon liegenden größtenteils bewaldeten Hänge, die Höhen von 1500 Meter erreichen. Im Süden bildet die Mur die Grenze. Die Fläche beträgt mehr als sechzig Quadratkilometer. Davon sind fast zwei Drittel bewaldet, mehr als ein Viertel wird landwirtschaftlich genutzt.

### Gemeindegliederung

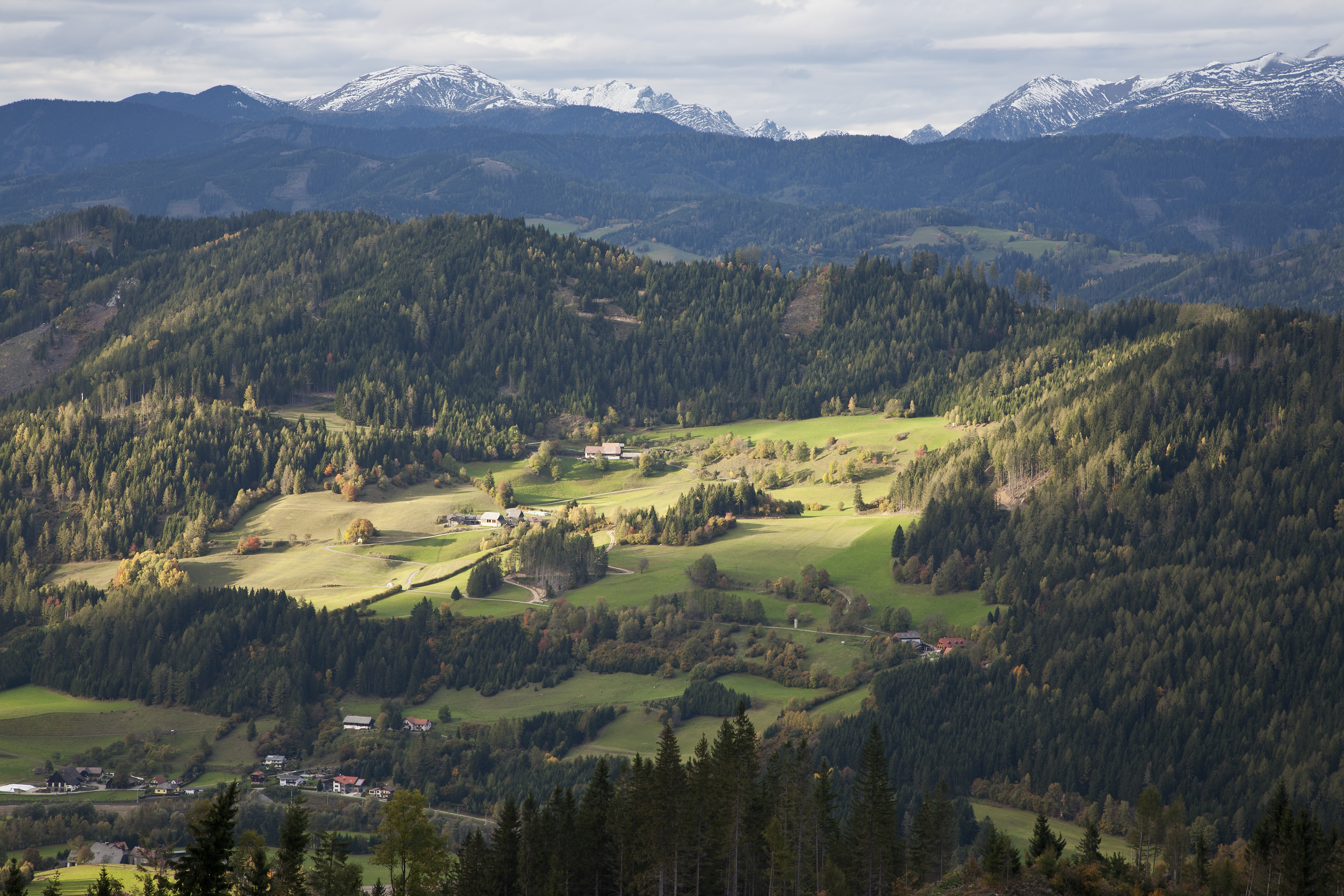
Blick auf die Ortschaft Paig

Die Gemeinde Pöls-Oberkurzheim entstand 2015 im Rahmen der Gemeindestrukturreform in der Steiermark aus den mit Ende 2014 aufgelösten Gemeinden Pöls und Oberkurzheim.
Das Gemeindegebiet gliedert sich in 21 Ortschaften (in Klammern Einwohnerzahl Stand 1. Jänner 2024):
- Allerheiligen (23)
- Allerheiligengraben (8)
- Enzersdorf (113)
- Götzendorf (93)
- Greith (109)
- Gusterheim (189)
- Katzling (135)
- Mauterndorf (170)
- Mosing (23)
- Mühltal (8)
- Oberkurzheim (109)
- Offenburg (13)
- Paig (63)
- Paßhammer (9)
- Pöls (1401)
- Pölshof (17)
- Sauerbrunn (26)
- Thalheim (146)
- Thaling (69)
- Unterzeiring (16)
- Winden (53)

Die Gemeinde besteht aus sechs Katastralgemeinden (Fläche Stand 31. Dezember 2023):
- Allerheiligen (1.729,81 ha)
- Enzersdorf (353,81 ha)
- Oberkurzheim (1.420,47 ha)
- Pöls (517,31 ha)
- Thalheim (747,34 ha)
- Unterzeiring (1.491,59 ha)

### Nachbargemeinden
| Pölstal                    |                                             | Gaal      |
|                            | Kompassrose, die auf Nachbargemeinden zeigt | Fohnsdorf |
| Sankt Georgen ob Judenburg | Sankt Peter ob Judenburg                    | Judenburg |

## Geschichte

### Frühgeschichte
Der Fund eines 4000 Jahre alten Kupferdolches beim Schloss Thalheim zeigt, dass das Gemeindegebiet schon in der Jungsteinzeit besiedelt war.
In der Zeit der Völkerwanderung lebten nur wenige Menschen im Pölstal. Am Ende des 6. Jahrhunderts besiedelten Slawen die Talränder. Im Jahr 788 wurde das ganze Gebiet ein Teil des fränkischen Reiches. Damit begann eine Einwanderung der Bajuwaren, die bis zum Ende des 12. Jahrhunderts die Slawen größtenteils verdrängt hatten. In dieser Zeit kam es zu starken Rodungen und zur Gründung der ersten Orte.

### Kirche

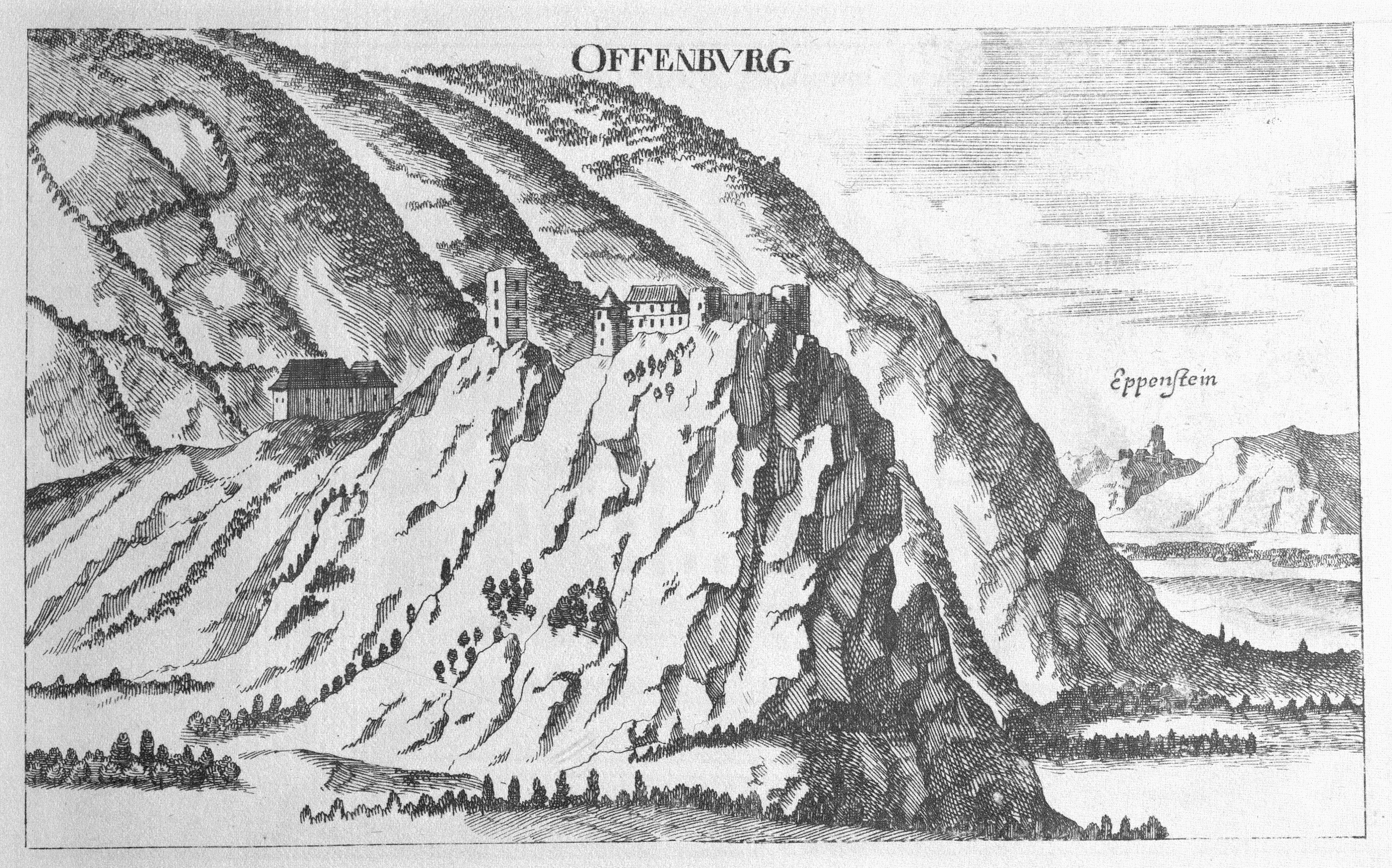
Stich der Offenburg, 1681

Im Jahr 1147 wurde mit dem Bau der heutigen Pfarrkirche Pöls begonnen. An ihrer Stelle befand sich voraussichtlich schon seit 860 ein Gotteshaus. Im 14. Jahrhundert wurde die Kirche im gotischen Stil umgestaltet und erhielt dadurch das heutige Aussehen.

### Offenburg
Das 12. Jahrhundert war auch die Zeit, in der die Offenburg erbaut wurde. Namensgeber war Offo von Teufenbach, der 1160 und 1212 urkundlich genannt wird. Das Geschlecht der Teufenbacher entstammte der Familie Liechtenstein. Sie verloren die Burg 1268 an den König Ottokar von Böhmen, gewannen sie 1276 wieder zurück. 1279 war Dietmar von Offenburg Burgherr. In der Folge wurde die Burg an verschiedene Adelige verpfändet, kam 1589 wieder an die Brüder Carl und Otto Teufenbach. Nach einem Brand 1590 wurden die Schäden nicht mehr behoben. Die Ruine ist seit 1656 im Besitz der Familie Schwarzenberg.

### Burg Reifenstein

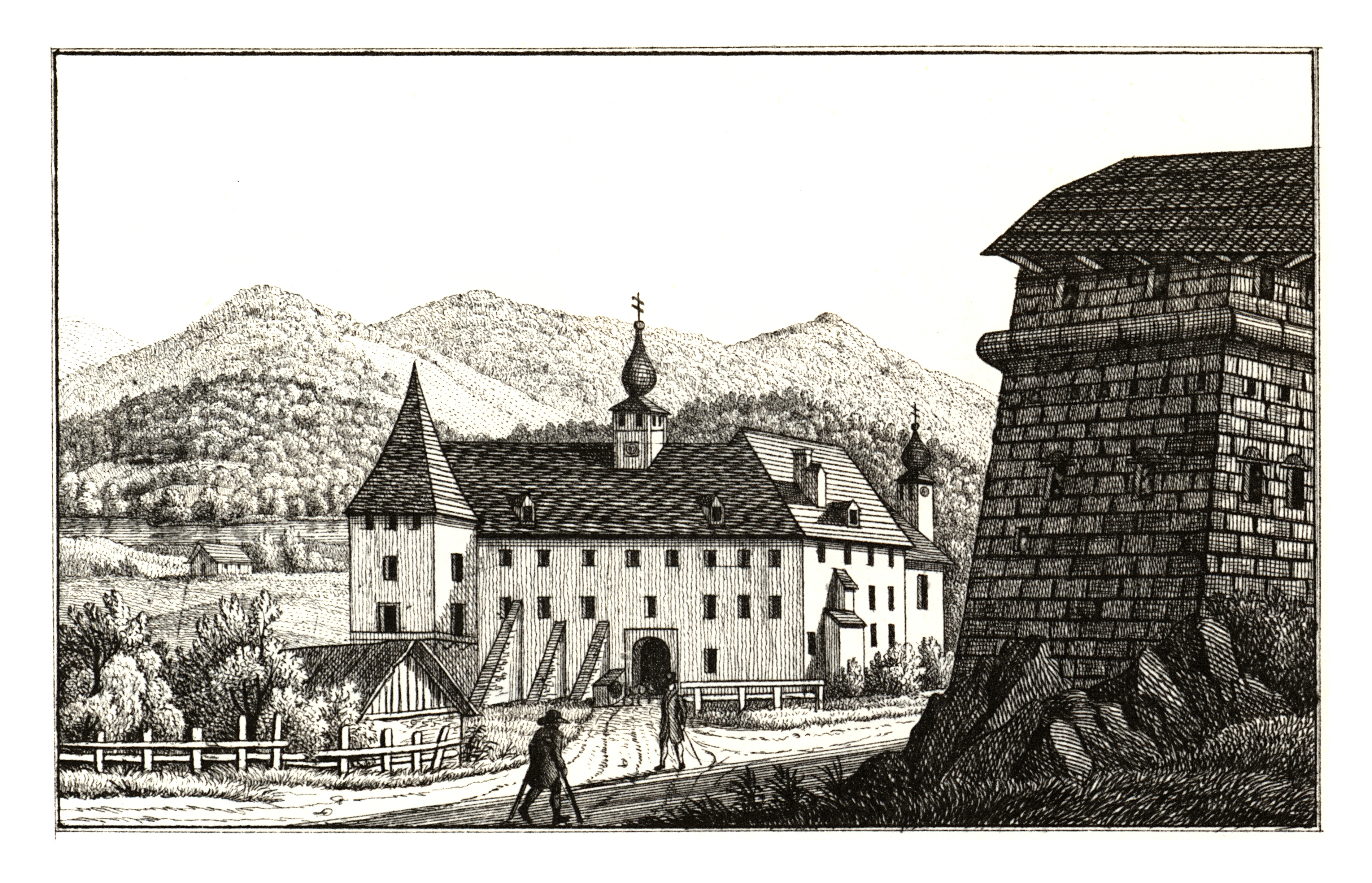
Lithographie Schloss Sauerbrunn, 1830

Ebenfalls im 12. Jahrhundert wurde die Burg Reifenstein erbaut. Erbauer waren die Reifensteiner, Vasallen der Liechtensteiner. Die letzten Reifensteiner waren um 1400 die Brüder Otto und Andree. Da in der Zwischenzeit die Liechtensteiner ausgestorben waren, befand sich die Burg im Besitz des Landesfürsten, der sie an verschiedene Familien verpfändete. Die Glanzzeit erlebte die Burg in der Mitte des 16. Jahrhunderts unter Seebald Pögl aus Thörl, der sie zu einem prächtigen Renaissanceschloss ausbaute. Es folgten mehrere Besitzerwechsel bis 1698 Fürst Ferdinand von Schwarzenberg die Burg kaufte. Bis zum Beginn des 19. Jahrhunderts wurde sie von Angestellten der Gutsverwaltung bewohnt, dann jedoch aufgegeben, sodass sie verfiel. Die Ruine und die umliegenden Wälder gehören nach wie vor der Familie Schwarzenberg.

### Schloss Sauerbrunn
Von der Familie Teufenbach, die die Offenburg errichtet hatte, wurde auch Schloss Sauerbrunn gebaut. Franz Freiherr von Teufenbach legte 1547 den Grundstein zum heutigen Schloss, einen quadratischen Bau um einen Innenhof mit Bogengängen. Etwas höher wurde eine Schanze in Form eines vierzackigen Sternes errichtet. Diese „Sternschanze“ war weniger Wehrbau als architektonisches Gestaltungselement. An der Südecke wurde um 1600 ein basteiartiger Turm angebaut.
Freiherr von Teufenbach brachte weitere Güter ein und gründete die Sauerbrunnenstiftung mit dem Ziel, ein Spital und ein Armenhaus zu führen. Die Stiftung wurde von seinen Nachfolgern, dann von den steirischen Ständen und schließlich von der steirischen Landesregierung übernommen, wo sie heute noch besteht.
In der 2. Hälfte des 20. Jahrhunderts wurden die Gebäude als Abfüllanlage für das Thalheimer Mineralwasser genutzt, mehrfach umgebaut und kaum gepflegt. 2008 verkaufte die Stiftung das Gebäude an den Industriellen Dietrich Mateschitz.

### Schloss Gusterheim
Das Schloss Gusterheim entstand im 17. Jahrhundert aus einem großen Bauernhof. Christof Viehhauser, ein Verwalter der Herren von Teufenbach, kaufte das Gut 1629 und baute es zu einem Edelsitz aus. Seine Tochter Esther verkaufte das Schlösschen an Johann Payrlechner von Lerchenthal. Von Kaiser Leopold I. erhielt er die Erlaubnis, sich „von Lerchtenthal und Gusterheim“ zu nennen. Er baute das Schloss von 1661 bis 1663 aus und richtete es neu ein. Seine Witwe verkaufte das Schloss 1670 an den Freiherrn Franz Ferdinand von Sidenitsch, der es mit seinen beiden Herrschaften Reifenstein und Offenburg vereinte. 1698 erwarb Ferdinand Fürst von Schwarzenberg alle drei Güter. Heute wird das Schloss als Wohnsitz und Verwaltungsgebäude des Forstbetriebes verwendet.

## Kultur und Sehenswürdigkeiten
- Burgruine Reifenstein
- Burgruine Offenburg
- Schloss Gusterheim
- Schloss Sauerbrunn

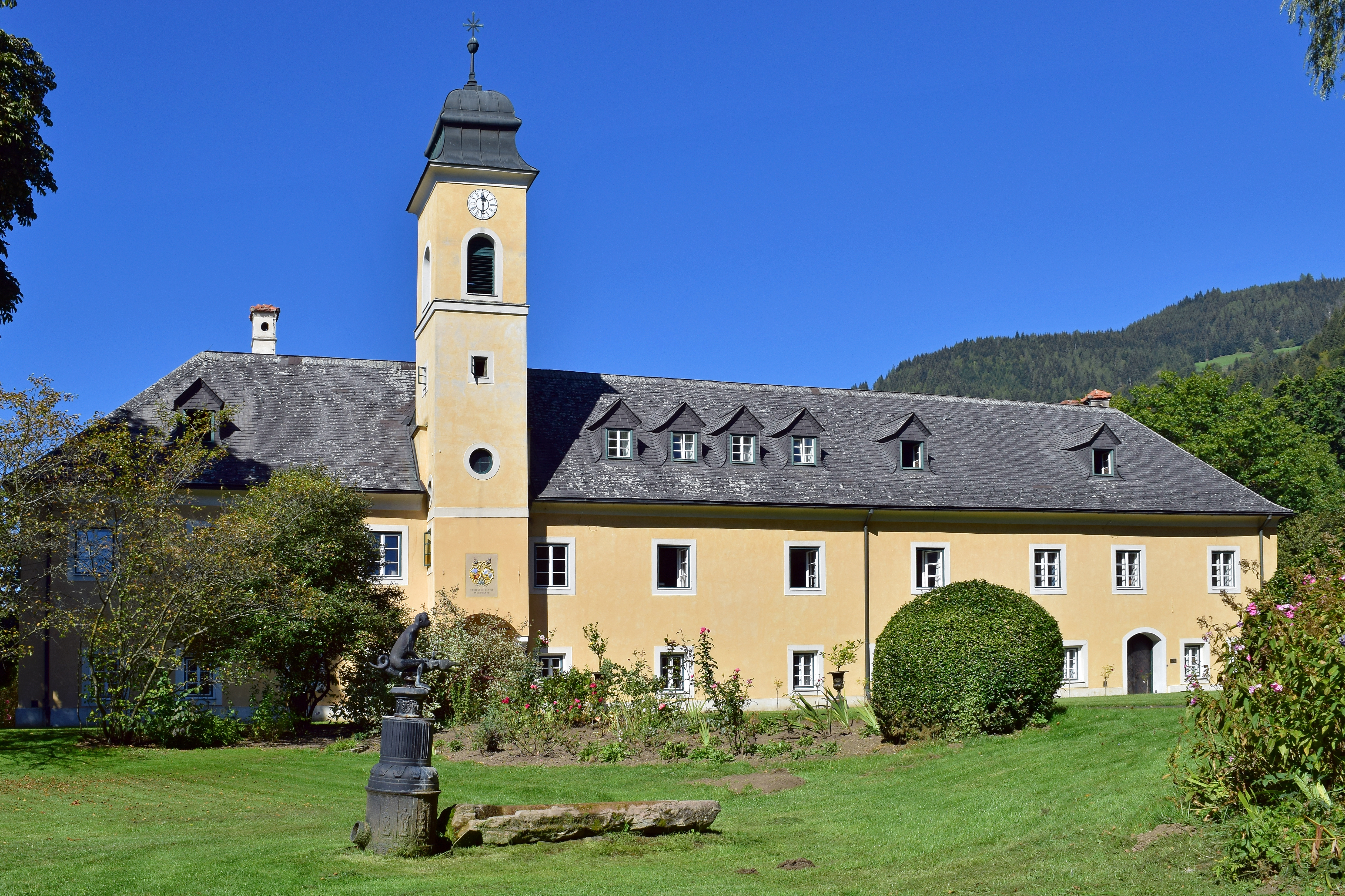
Schloss Gusterheim

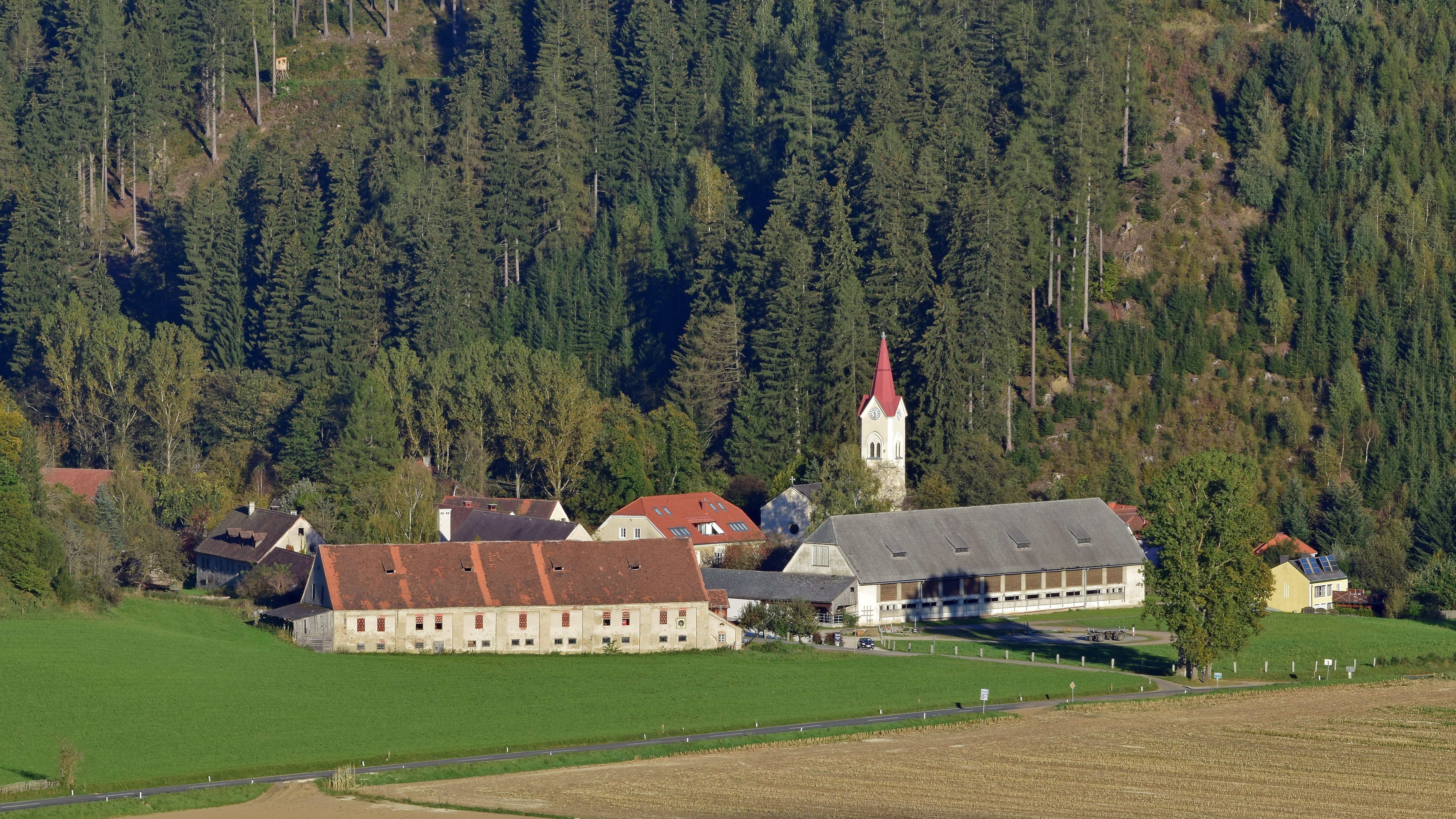
Pfarrkirche Allerheiligen bei Pöls

- Katholische Pfarrkirche Allerheiligen bei Pöls
- Katholische Pfarrkirche Pöls Mariä Himmelfahrt

## Wirtschaft und Infrastruktur
Ein bedeutender Wirtschaftszweig in der Gemeinde ist die Holzwirtschaft. Zahlreiche ansässige Unternehmen, von der Schlägerung bis zur Papierherstellung, sind in diesem Bereich tätig.

### Wirtschaftssektoren
Von den landwirtschaftlichen Betrieben des Jahres 2010 wurde rund die Hälfte im Haupterwerb geführt. Im Produktionssektor waren 516 der 549 Erwerbstätigen im Bereich Herstellung von Waren beschäftigt. Die größten Arbeitgeber des Dienstleistungssektors waren die Bereiche soziale und öffentliche Dienste und der Handel.
| Wirtschaftssektor            | Anzahl Betriebe | Anzahl Betriebe | Anzahl Betriebe | Erwerbstätige | Erwerbstätige | Erwerbstätige |
| Wirtschaftssektor            | 2021            | 2011            | 2001            | 2021          | 2011          | 2001          |
| ---------------------------- | --------------- | --------------- | --------------- | ------------- | ------------- | ------------- |
| Land- und Forstwirtschaft 1) | 70              | 99              | 102             | 107           | 104           | 111           |
| Produktion                   | 23              | 24              | 32              | 628           | 549           | 590           |
| Dienstleistung               | 119             | 112             | 88              | 445           | 399           | 345           |
| Summe                        | 212             | 235             | 222             | 1180          | 1052          | 1056          |

1) Betriebe mit Fläche in den Jahren 2010 und 1999
| Im Jahr 2011 lebten 1370 Erwerbstätige in Pöls-Oberkurzheim. Davon arbeiteten rund 600 in der Gemeinde, mehr als die Hälfte pendelte aus. Von den umliegenden Gemeinden kamen 457 Menschen zur Arbeit nach Pöls-Oberkurzheim. Die Gemeinde bildet gemeinsam mit Pusterwald und Pölstal den Tourismusverband „Region Pölstal“. Dessen Sitz ist die Gemeinde Pölstal. Der Fokus liegt hier in erster Linie auf Wanderungen. Jährlich zählt die Gemeinde rund 7000 Übernachtungen, die sich auf das ganze Jahr verteilen. | Hier fehlt eine Grafik, die leider im Moment aus technischen Gründen nicht angezeigt werden kann. Wir arbeiten daran! |

### Fremdenverkehr

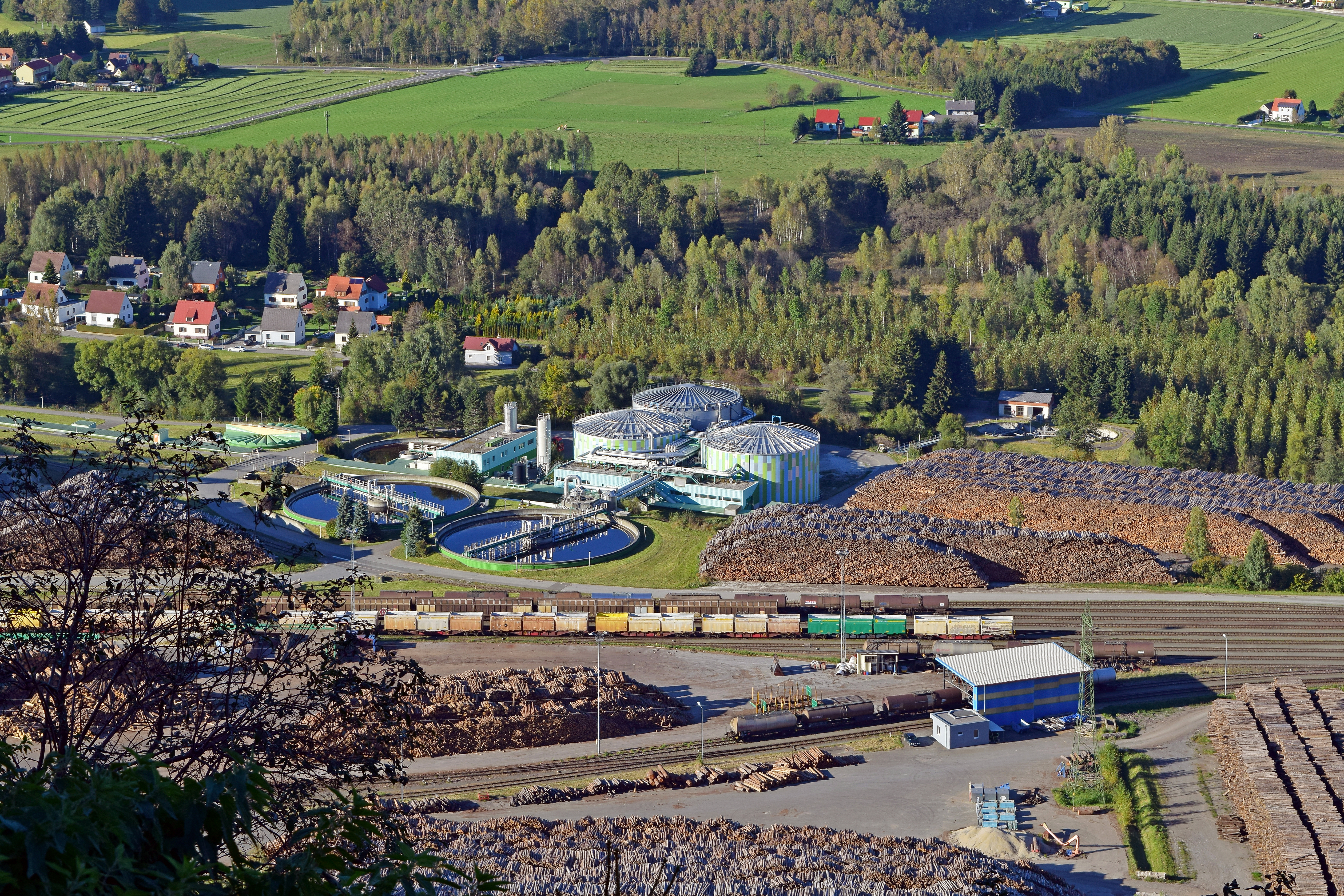
Gleisanschluss des Zellstoffwerkes Pöls.

### Verkehr
- Eisenbahn: Durch das südliche Gemeindegebiet verläuft die Rudolfsbahn mit der Haltestelle Thalheim-Pöls. Das Zellstoffwerk Pöls hat einen eigenen Gleisanschluss.
- Straße: Die wichtigste Straßenverbindung ist die Triebener Straße B 114.
- Rad: Die Mur entlang verläuft der Murradweg. Insgesamt bietet die Region Pöls 46 Radrouten.[20]

## Politik

### Gemeinderat
Der Gemeinderat hat seit 2020 nur noch 15 Mitglieder.
- Nach den Gemeinderatswahlen in der Steiermark 2015 hatte der Gemeinderat folgende Verteilungen:

14 SPÖ, 5 ÖVP und 2 FPÖ (21 Mitglieder)
- Nach den Gemeinderatswahlen in der Steiermark 2020 hat der Gemeinderat folgende Verteilung:

11 SPÖ, 3 ÖVP und 1 FPÖ

### Bürgermeister
- seit 2015 Gernot Esser (SPÖ)

### Partnergemeinden
Partnergemeinden sind Mainhausen und Medulin.

## Persönlichkeiten
- Johann Hillebrand (1801–1866), Sensenfabrikant und Politiker